# Бахрабад – Дакка
Бахрабад – Дакка – трубопровід, який сполучає газовий хаб Бахрабад зі столицею країни.
На початку 1980-х почалась розробка газового родовища Бахрабад, ресурс з якого спершу подали на південний схід країни (трубопровід Бахрабад – Читтагонг). В 1985-му також проклали трубопровід довжиною 69 км та діаметром 500 мм у західному напрямку до столиці країни Дакки (точніше, до розташованого в її південно-східній частині району Демра). Він розрахований на робочий тиск у 6,9 МПа та має пропускну здатність 7 млн.м3 на добу. Поданий по трубопроводу ресурс передусім призначався для потреб електроенергетики – належних компанії BPDB ТЕС Siddhirganj та ТЕС Харіпур (остання стала до ладу в 1987-му), плавучої ТЕС Харіпур (1999), ТЕС Харіпур від Pendekar Energy (2001), ТЕС Siddhirganj  та ТЕС Харіпур, споруджених компанією EGCB (стали до ладу в 2010 – 2018 роках). При цьому варто відзначити, що всі ці об’єкти електроенергетики також розраховані на живлення від газопроводу Тітас – Дакка, який ще з кінця 1980-х подає ресурс найбільшого родовища країни Тітас.
З плином часу Бахрабад перетворився на газовий хаб, куди ресурс може надходити як з північного сходу країни через трубопровід Ашугандж – Бахрабад, так і з південного сходу через реверсований газопровід Бахрабад – Читтагонг, який тепер надає доступ до ЗПГ, імпортованого через термінал у Мохешкалі. При цьому в 2018-му напрямок Бахрабад – Дакка підсилили другою ниткою довжиною 60 км та діаметром 750 мм. Вона розрахована на робочий тиск у 6,9 МПа та має пропускну здатність 12,7 млн м3 на добу.
На своєму шляху газопровід Бахрабад – Дакка проходить через район електроенергетичного кластеру Meghnaghat, де діють розраховані на споживання блакитного палива ТЕС Meghnaghat від Pendekar Energy (стала до ладу у 2002) та ТЕС Meghnaghat від Summit Group (введена в експлуатацію в середині 2010-х). Також тут плануються зведення ще кількох потужних сучасних ТЕС.